# Liste der Bodendenkmale in Großenhain
In der Liste der Bodendenkmale in Großenhain sind die Bodendenkmale der Stadt Großenhain und ihrer Ortsteile nach dem Stand der Auflistung von Harald Quietzsch und Heinz Jacob aus dem Jahr 1982 aufgelistet. Eventuelle Änderungen und Ergänzungen, insbesondere aus der Zeit nach der Wende, sind nicht berücksichtigt, da für Sachsen aktuell keine neueren allgemein zugänglichen Bodendenkmallisten vorliegen. Die Baudenkmale sind in der Liste der Kulturdenkmale in Großenhain aufgeführt.
| Denkmal-ID | Fundart            | Ortsteil     | Bezeichnung                | Zeitstellung    | Lage | Bemerkungen | Bild |
| ---------- | ------------------ | ------------ | -------------------------- | --------------- | --- | --- | ---- |
| ?          | Befestigung > Burg | Bauda        | Wasserburg                 | Mittelalter     | östlich des Orts, westlich am Wassergraben                                                                      | verebnet, Graben als Senke und Bühl als flache Erhöhung erhalten, Schutz seit 27. Februar 1935, erneuert 19. Oktober 1957 |      |
| ?          | Befestigung > Burg | Görzig       | Wasserburg                 | Mittelalter     | nordnordöstlich des Orts, Wäldchen südwestlich der Kleinen Röder                                                | durch Einebnung stark verändert, Schutz seit 9. Dezember 1935, erneuert 19. Oktober 1957 |      |
| ?          | Befestigung > Burg | Großenhain   | Wasserburg „Altes Schloss“ | Mittelalter     | südöstlicher Altstadtrand, Terrassenrand der Röder                                                              | durch Überbauung stark verändert, Teil des Grabens trockengelegt aber noch erkennbar, Schutz seit 6. März 1974 |      |
| ?          | besonderer Stein   | Großraschütz | Steinkreuz                 | Spätmittelalter | westlich des Orts, nördlich der Straße nach Skassa, Westhang des Kreuzbergs                                     | Schutz seit 10. Mai 1973 |      |
| ?          | Befestigung > Burg | Rostig       | Wasserburg „Burgstädtel“   | Mittelalter     | direkt nördlich des Orts und des Küchengrabens                                                                  | eingeebnet, oberflächlich nicht mehr erkennbar, Schutz seit 31. Dezember 1937, erneuert 19. Oktober 1957 |      |
| ?          | Befestigung > Burg | Skäßchen     | Wasserburg                 | Mittelalter     | direkt südwestlich des Orts, nördlich des Sportplatzes                                                          | verebnet, Burghügel und Grabensenke nur noch schwach erkennbar, Schutz seit 12. Januar 1938, erneuert 19. Oktober 1957 |      |
| ?          | Befestigung > Burg | Uebigau      | Wasserburg                 | Mittelalter     | südwestliche Ortslage, westlich der Straße, Wiese hinter den Gütern                                             | verebnet, Burghügel und Grabensenke nur noch schwach erkennbar, Schutz seit 2. Mai 1939, erneuert 19. Oktober 1957 |      |
| ?          | Befestigung > Burg | Walda        | Wasserburg                 | Mittelalter     | südwestlicher Ortsrand, westlicher Gutsbereich                                                                  | durch ehemaliges Herrenhaus überbaut, Graben noch an drei Seiten als Senke erkennbar, Schutz seit 19. Oktober 1957 |      |
| ?          | unbekannt          | Walda        | Einzelhügel                | undatiert       | nördlich des Orts im Wald, westlich der Straße nach Zabelitz, direkt östlich des parallel verlaufenden Waldwegs | eventuell bronzezeitliches Hügelgrab |      |
| ?          | besonderer Stein   | Zschieschen  | Steinkreuz                 | Spätmittelalter | im Ort | ursprünglich aus Zschieschen, zwischen 1902 und 1950 im Garten der Oberrealschule in Großenhain aufgestellt, danach im Westteil der Großenhainer Altstadt vor dem Turm der Klosterkirchenruine, 2006(?) zurück nach Zschieschen verbracht |      |